# Mera (apellido)
Mera es un antiguo apellido que tiene su origen en la subregión Mera que se distribuye entre las provincias que conforman Galicia, en España e incluso vinculado con Méras, del sur de Francia, por lo que se considera flotante entre los dos países. Es un apellido toponímico, lo que significa que originalmente estaba vinculado a un lugar geográfico, específicamente relacionado con el entorno, vega y la cuenca del río Mera que a vez tiene su nombre de los Hidrónimos del antiguo europeo. Su etimología podría estar conectada con el significado de "mera", que en algunos contextos puede referirse a algo puro o sencillo, mientras que para los pueblos prerromanos se relaciona con corrientes de agua o la niebla.
Según el portal especializado Forebears, este apellido lo tienen aproximadamente 150,882 personas en el mundo, siendo de los menos comunes.Distribuido especialmente en España, sur de Colombia y en Ecuador. 
Históricamente, el apellido Mera comenzó a consolidarse en la Edad Media, cuando los apellidos empezaron a usarse como una forma de identificación social y de acuerdo a los lugares de procedencia. A lo largo de los siglos, las familias Mera se expandieron más allá de Galicia y el sur de Francia, llevándose su apellido a otras regiones de España y, eventualmente, a América Latina, durante los periodos de migración hacia el Nuevo Mundo en la colonización española de América. Hoy en día, el apellido Mera es común en países como Colombia, Argentina y México, pero especialmente en Ecuador en la región central.
En América Latina, su extensión se dio en primer lugar por quienes llegaron como portadores del apellido, pero también por quienes se lo otorgaron a indígenas y esclavos como una marca de propiedad, ya fuera en plantaciones, pueblos de indios, minas o encomiendas.
Al parecer también desde el siglo XV, existen evidencias de que en Ciudad Real existían judíos apellidados Mera. Por lo que es posible que este apellido este vinculado con sefardíes de Polonia y Lituania.

## Etimología
El topónimo de "Mera" vendría de origen prerromano, de la raíz indoeuropea *mar- /mor- ‘agua estancada que se refería a su vez a ríos y corrientes de agua. En este sentido la presencia del artículo en "La Mera", puede indicar que el apelativo prerromano "mera" se conservó en uso al menos hasta la primera época de la romanización.
Por otro lado, el diccionario gallego-castellano de Franco Grande (1972) traduce la voz "mera" como "suerte comunal que le toca a cada vecino; suerte que le toca a uno por los padres".
Mientras que Leandro Carré Alvarellos en 1951 en su diccionario gallego-castellano le otorga el significado de 'niebla'.

## Heráldica

Heráldica de Mera, de las cercanías de Vigo (España)

En cuanto a la representación e identificación heráldica no existe un único modelo.
- De las cercanías de Vigo. Sus armas son: En campo de azur, tres fajas de oro; bordura de plata, con seis candados de sable.[4]
- En el Pazo de Quintans, Noalla. De azur, tres fajas de oro.[11]
- De plata, Cruz floreteada y buidada de sable.
- Otros traen: en campo de plata, una cruz de sable, hueca y floreteada.

## Personajes destacados con el apellido
A lo largo del tiempo, varios individuos con el apellido Mera se han destacado en diferentes ámbitos. 
- Pablo de Mera. soldado, cronógrafo y astrólogo español del siglo XVI.
- José de Mera. Fue un reconocido pintor español barroco.
- Juan León Mera. Fue un importante escritor ecuatoriano que escribió la letra del himno nacional de su país, además de incursionar en la política y la pintura.
- Juan de Dios Martínez Mera. Fue un abogado y político ecuatoriano, presidente del Ecuador.
- María Josefa Castrillón y Mera. Marquesa de Francos.
- Cipriano Mera Sanz. Fue un conocido anarcosindicalista español que participó de forma destacada en la guerra civil española.
- Rosalía Mera. Fue una empresaria española, considerada por la revista Forbes la mujer más rica de España y la tercera mayor fortuna del país.
- Agustín Díaz de Mera. Político español, miembro del Partido Popular.
- María Mera Constenla. actriz española.
- Eduardo Mera. Es un cantante y compositor chileno.
- José Oltra Mera. Fue un fotógrafo, montañero y cineasta español.